# Villa Verde
Villa Verde (sardinsky: Bàini) je italská obec (comune) v provincii Oristano v regionu Sardinie. Nachází se ve výšce 204 metrů nad mořem a má 277 obyvatel. Rozloha obce je 17,65 km².